# Teresa (brano musicale)
Teresa è una canzone scritta e cantata da Sergio Endrigo. Venne pubblicata come singolo, con arrangiamento di Mario Migliardi, nel 1965 dalla Cetra. Nel 1966 fu inserita nell'album in studio Endrigo e nel 1970 nella raccolta L'arca di Noè.

## Ispirazione e contenuto
Rosa rossa,

Mi hai detto:

Prima di te io non ho amato mai

[...]
Teresa

Non sono mica nato ieri

Per te non sono stato il primo

Nemmeno l’ultimo lo sai,

lo so ma Teresa

Di te non penso proprio niente»
(Sergio Endrigo, Teresa, 1965)
A differenza di Io che amo solo te in cui si parlava di un amore unico ed assoluto, in questo brano, al contrario il protagonista racconta di un rapporto che è stato preceduto da altre relazioni e a cui non farà seguito una lunga storia d'amore.  I due sono consapevoli di questo fatto. 
Il testo racchiude un atteggiamento che per quegli anni era abbastanza insolito: amare una donna senza dare importanza al suo passato e godersi l’amore per quello che è nel presente.
Tuttavia su questi argomenti c'erano stati dei precedenti, trattati da Modugno in Resta cu'mme e da Gino Paoli in Anche se.

## La cosiddetta "censura"
A questa canzone è legato un aneddoto relativo ad una frase inserita nel testo. Infatti la commissione giudicatrice della RAI, presieduta dal Maestro Razzi, aveva bocciato il disco (già inciso), perché conteneva la parola “mica”, considerata non adatta alla lingua italiana. Pertanto Endrigo fu costretto a realizzarne una versione ad hoc per la RAI, per cui il verso incriminato:
”Teresa, non sono mica nato ieri”
divenne
“Teresa, la vita è solo un’avventura”.

## Altre versioni
- Endrigo realizzò una versione con il testo in greco dal titolo: Τερέζα